# Ordine di Lenin
L'Ordine di Lenin (in russo Орден Ленина?, Orden Lenina), intitolato al leader della Rivoluzione russa, era la più alta onorificenza nazionale dell'Unione Sovietica. Il riconoscimento veniva assegnato per i seguenti motivi:
- a un civile per i notevoli servigi resi allo Stato
- a membri delle forze armate per uno stato di servizio esemplare
- a chi promuoveva amicizia e cooperazione tra i popoli e rafforzava la pace
- per altri servizi meritori nei confronti dello Stato sovietico e della società

Chi riceveva i riconoscimenti di Eroe dell'Unione Sovietica o di Eroe del Lavoro Socialista otteneva al contempo anche l'Ordine di Lenin. L'onorificenza venne assegnata a città, imprese, fabbriche, regioni, unità militari e navi. L'Ordine di Lenin venne istituito dal Comitato Esecutivo Centrale il 6 aprile 1930. La prima entità sovietica a riceverlo fu il quotidiano sovietico Pravda, il 23 maggio 1930. I primi stranieri insigniti del premio furono due meccanici aerei statunitensi, il 10 settembre 1934, per la loro partecipazione alle operazioni di ricerca e soccorso della nave a vapore Cheliuskin.

## Storia

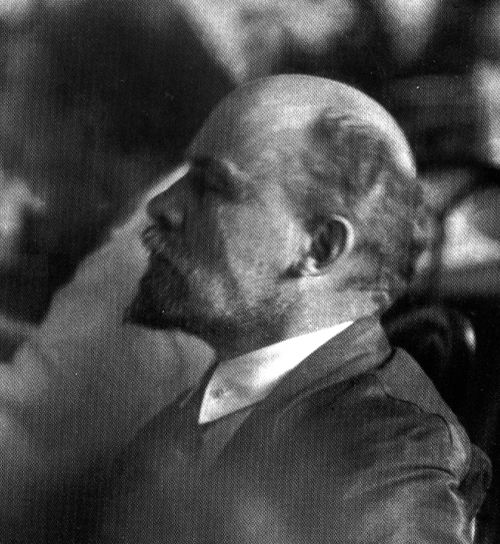
Un particolare della fotografia di V. Bulla utilizzata come base per il bassorilievo di Lenin.

All'inizio degli anni venti, fu presa in considerazione l'istituzione di un nuovo ordine, lo Stendardo di Lenin, da assegnare a coloro che erano stati insigniti di quattro medaglie dell'Ordine della Bandiera rossa. L'8 luglio 1926, il capo della direzione principale dell'Armata Rossa V. N. Levičevym propose la creazione dell'Ordine di Il'ič come onorificenza più alta nell'ambito militare. Tuttavia, poiché la guerra civile russa si era conclusa solo nel 1923, il progetto fu respinto. A quel tempo, il Consiglio dei commissari del popolo dell'Unione Sovietica aveva riconosciuto il bisogno della creazione di ulteriori ordini sovietici più alti, non soltanto al valor militare.
All'inizio del 1930, iniziarono i lavori sul progetto di un nuovo ordine che prese il nome di "Ordine di Lenin". Gli artisti della fabbrica Goznak di Mosca ricevettero il compito di disegnare il distintivo e scegliere il ritratto di Lenin da riprodurre. Tra le bozze fu scelta quella dell'artista Ivan Dubasov, che prese come base una fotografia del defunto leader sovietico scattata durante il II Congresso dell'Internazionale Comunista a Mosca (luglio-agosto 1920) da Viktor Karpovič Bulla. Nella foto, Lenin era stato ritratto di profilo e con il volto verso sinistra, ma in seguito fu disegnato di tre quarti verso l'osservatore.
Nella primavera del 1930, gli schizzi furono inviati agli scultori Ivan Ščadr e Pëtr Taëžnij della Goznak (la zecca di stato dell'URSS) per realizzare il distintivo, mentre lo stampo fu inciso da Aleksej Pugačëv. La realizzazione della medaglia fu svolta grazie anche ai lavoratori della Fabergé.
L'Ordine di Lenin fu istituito ufficialmente il 6 aprile 1930 dal Presidium Comitato esecutivo centrale dell'Unione Sovietica, mentre lo statuto fu approvato il 5 maggio 1930. Il primo assegnatario dell'Ordine fu il quotidiano Komsomol'skaja Pravda, con la risoluzione del Presidium del CEC dell'URSS emessa il 23 maggio 1930 "per l'assistenza attiva nel rafforzare il ritmo della costruzione socialista e in relazione al quinto anniversario della sua fondazione".
Il 1º luglio 1931, uscì dalla fabbrica Goznak di Mosca il primo lotto da 100 pezzi di medaglie dell'Ordine di Lenin e fu inviato alla Segreteria del Presidium del Comitato esecutivo centrale dell'URSS.
Lo statuto fu revisionato il 27 settembre 1934 dal CEC, il 19 giugno 1943 e il 16 dicembre 1947 dal Presidium del Soviet Supremo. La versione finale del testo fu approvata il 28 marzo 1980 dal Presidium del Soviet Supremo.
L'Ordine fu sciolto il 21 dicembre 1991.

## Statuto
- Art. 1: L'Ordine di Lenin è l'onorificenza più alta dell'Unione Sovietica per servizi particolarmente eccezionali nel movimento rivoluzionario, nell'attività lavorativa, nella difesa della Patria socialista, nello sviluppo dell'amicizia e cooperazione tra i popoli, nel consolidamento della pace e in altri servizi particolarmente eccezionali allo Stato e alla società sovietica.
- Art. 2: L'Ordine di Lenin viene conferito a:
  - cittadini dell'URSS
  - Imprese, associazioni, istituzioni, organizzazioni, unità militari, navi da guerra, formazioni e associazioni, repubbliche dell'Unione e autonome, krai, oblasti, oblasti autonome, okrugi autonomi, rajony, città e altri insediamenti.

L'Ordine di Lenin può essere assegnato anche a individui che non sono cittadini dell'URSS, e così anche a imprese, istituzioni, organizzazioni, insediamenti di Stati stranieri.
- Art. 3: L'Ordine di Lenin viene assegnato:
  - per i risultati eccezionali e i successi nel campo dello sviluppo economico, scientifico, tecnico e socioculturale della società sovietica, per aumentare l'efficienza e la qualità del lavoro, per i servizi eccezionali nel rafforzamento della potenza dello Stato sovietico e dell'amicizia fraterna dei popoli dell'URSS;
  - per i servizi particolarmente importanti nella difesa della patria socialista, rafforzando la capacità difensiva dell'URSS;
  - per le eccezionali attività rivoluzionarie, statali e sociopolitiche;
  - per i servizi particolarmente importanti nello sviluppo dell'amicizia e della cooperazione tra i popoli dell'Unione Sovietica e di altri Stati;
  - per i servizi particolarmente eccezionali nel rafforzamento della comunità socialista, nello sviluppo del movimento comunista internazionale, operaio e di liberazione nazionale, nella lotta per la pace, la democrazia e il progresso sociale;
  - per altri servizi particolarmente eccezionali allo Stato e alla società dell'Unione Sovietica.
- Art. 4: Per l'assegnazione dell'Ordine di Lenin per meriti lavorativi, di regola, possono essere presentate persone il cui lavoro disinteressato era stato precedentemente riconosciuto con altri ordini.
- Art. 5: L'Ordine di Lenin viene assegnato alle persone a cui è stato conferito il titolo di Eroe dell'Unione Sovietica, Eroe del lavoro socialista, così come le città e le fortezze alle quali sono state conferite rispettivamente il titolo di Città eroina e Fortezza eroina.
- Art. 6: L'Ordine di Lenin si indossa sul lato sinistro del petto e, in presenza di altri ordini dell'URSS, è posto di fronte ad essi.

Fonte:

## Distintivi
L'aspetto, le dimensioni e i materiali utilizzati per la realizzazione del distintivo dell'ordine furono cambiati diverse volte, sia durante il processo di creazione che dopo la sua costituzione.
Inizialmente, le prime versioni comprendevano, oltre a una corona di spighe che incorniciava il medaglione rotondo centrale, una falce e un martello e l'acronimo "СССР" (URSS), anche un triangolo in basso per indicare l'alleanza tra operai, contadini e intellettuali. Questa prima versione non fu approvata.

Fu proposto inoltre di aggiungere un numero ordinale in uno scudo sotto l'Ordine per coloro che avevano ricevuto più volte l'Ordine, come avveniva con l'Ordine della Bandiera rossa. Tuttavia, anche quest'idea venne respinta.

### Primo modello

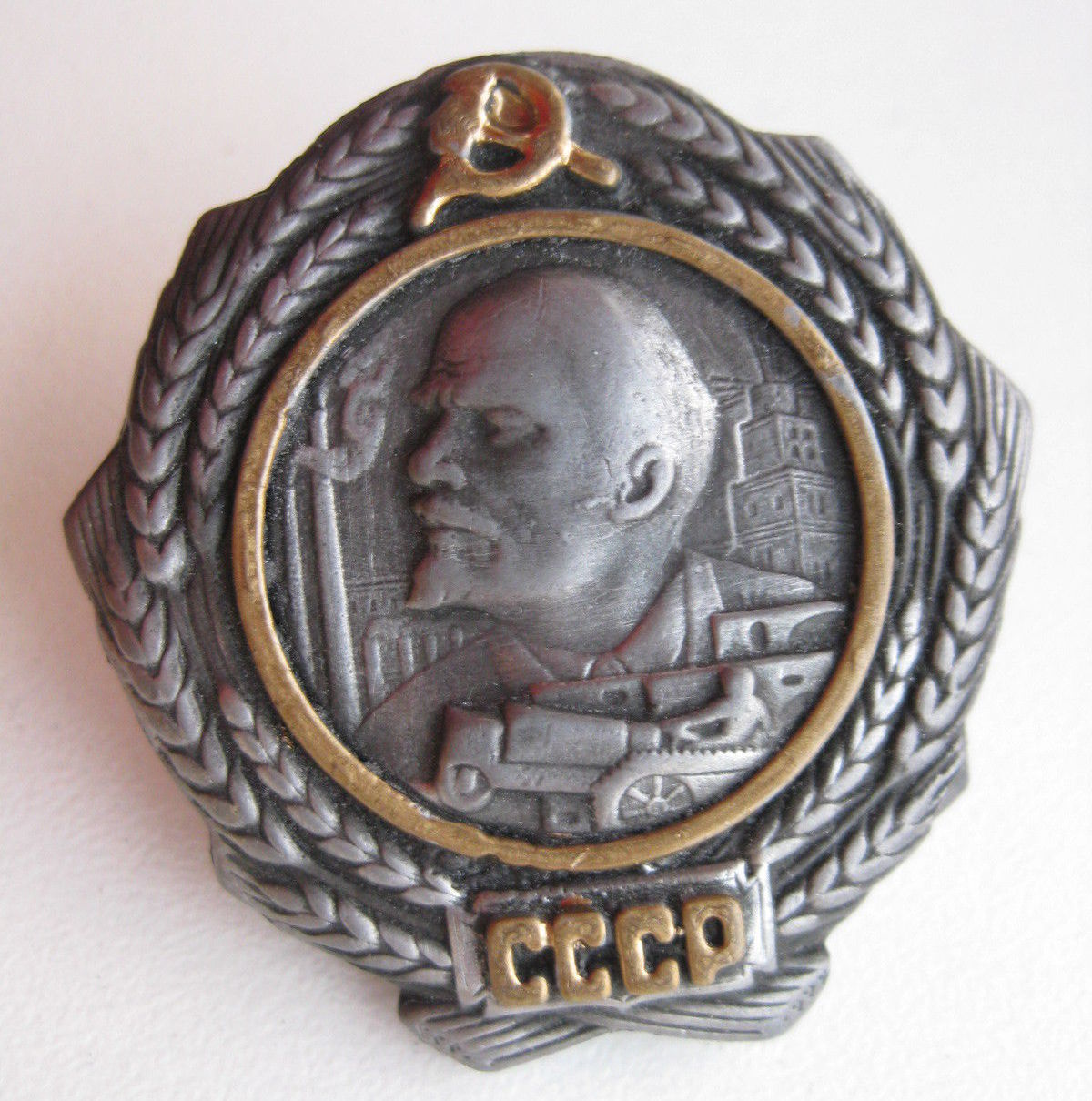
Primo modello (1930-1932)

Il primo modello dell'ordine fu approvato il 23 maggio 1930.
L'Ordine di Lenin del 1930 era un medaglione rotondo con un bassorilievo di Lenin al centro e un paesaggio industriale sullo sfondo. Sotto il ritratto vi era l'immagine di un trattore. Il medaglione era circondato da un bordo d'oro sovrapposto e fissato mediante saldatura. Sul diritto, il bordo d'oro aveva una scanalatura riempita di smalto rosso rubino. Intorno al medaglione, al di fuori del bordo d'oro, vi erano delle spighe di grano sulle quali erano sovrapposti una falce e un martello nella parte superiore del segno, e l'acronimo "СССР" nella parte inferiore. Le lettere dell'iscrizione erano dorate e ricoperte di smalto rosso ed ognuna era un elemento unico e saldato.
L'ordine è stato realizzato in argento sterling, lungo 38 mm e largo 37,5 mm.
L'Ordine di Lenin del primo tipo fu emesso fino al febbraio 1932. Uno dei motivi per la cessazione dell'emissione di ordini di questo tipo era il fatto che altri premi dell'URSS e persino alcuni distintivi erano decorati con smalti colorati più pregiati del premio principale del paese.

Furono emessi circa 700 ordini del primo tipo.

### Secondo modello

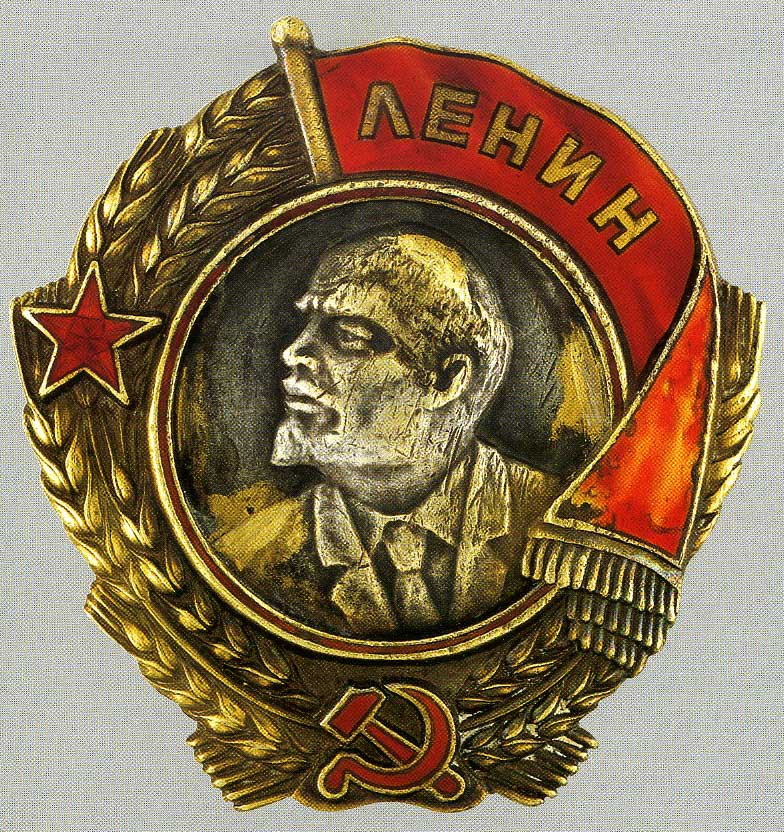
Secondo modello (1934-1936)

Poiché il primo modello dell'Ordine di Lenin era privo dei principali simboli del socialismo, ovvero la stella e la bandiera rosse, si decise di cambiare leggermente il suo aspetto.
Il nuovo statuto dell'Ordine di Lenin fu approvato con decreto del Comitato Esecutivo Centrale dell'URSS del 27 settembre 1934. L'Ordine di Lenin ora non era più d'argento, ma d'oro 750 carati. Le immagini del trattore e del paesaggio industriale furono rimosse assieme alla scritta "CCCP". La falce e il martello furono smaltati di rosso e spostati nella parte inferiore, mentre in quella superiore fu inserito un stendardo rosso con la scritta "ЛЕНИН" (LENIN) in caratteri dorati e a lato fu inserita una stella rossa. La placcatura in argento fu applicata al medaglione centrale e al ritratto di Lenin, mentre le spighe erano d'oro puro.

Il distintivo era lungo 38,5 mm e largo 38 mm, leggermente più grande del modello precedente.

### Terzo modello

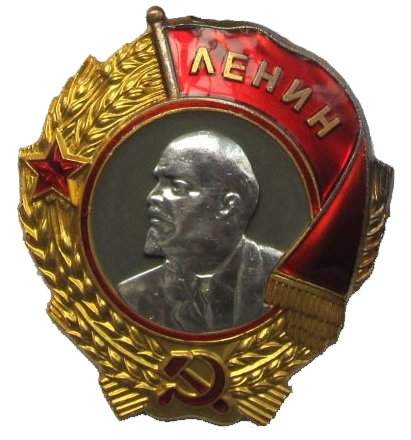
Terzo modello (1936-1943)

Il terzo modello dell'Ordine di Lenin fu assegnato dall'11 giugno 1936 al 19 giugno 1943.
Rispetto alla versione precedente, la modifica principale consisteva nel bassorilievo di Lenin come pezzo separato e in platino dal peso di 2,4-2,75 g. Il ritratto era attaccato alla base con tre rivetti e la superficie del medaglione centrale era ricoperta di smalto grigio-azzurro. Fu aumentata la purezza dell'oro da 750 a 950 carati.

Il distintivo era lungo 38-39 mm e largo 38 mm.

### Quarto modello

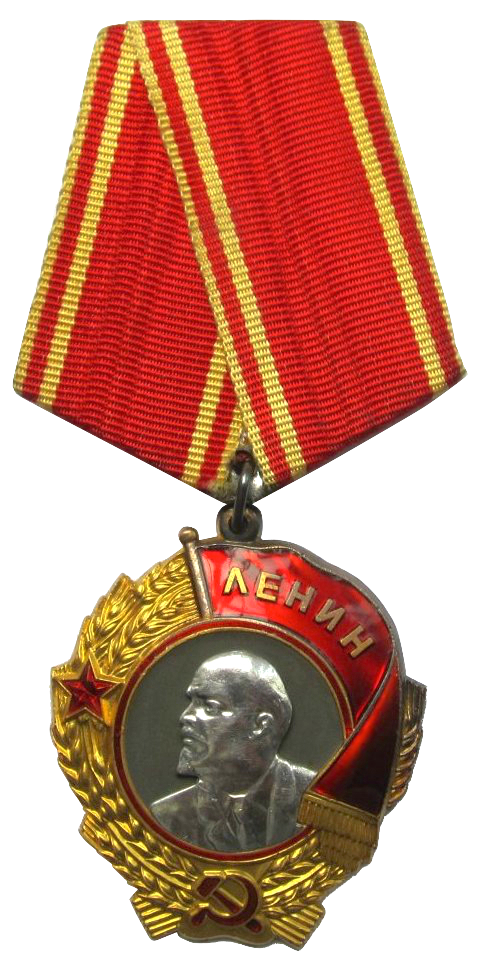
Quarto modello (1943-1991)

Il quarto modello dell'Ordine fu assegnato dal 19 giugno 1943 fino alla dissoluzione dell'Unione Sovietica.
Un decreto del 19 giugno 1943 stabilì la procedura per indossare gli ordini che avevano la forma di una stella sul lato destro del petto e gli ordini che avevano una forma ovale o rotonda sul lato sinistro, con sopra il nastro avvolto in una lamina pentagonale metallica. Allo stesso tempo, in considerazione del forte aumento del numero di ordini dell'URSS e del numero di premi, al posto degli ordini è stato introdotto l'uso di cinturini con nastri in tessuto moiré. Di conseguenza, nel 1943 alla medaglia dell'Ordine di Lenin fu aggiunto un occhiello nella parte superiore dell'ordine, in cui era infilato un anello, collegato a un blocco pentagonale. Inoltre, tutti gli ordini assegnati prima dell'entrata in vigore del decreto furono soggetti a sostituzione, a partire dal personale militare. La massiccia sostituzione fu effettuata dopo la fine della Grande Guerra Patriottica.
Con l'ultimo emendamento allo statuto dell'Ordine approvato il 28 marzo 1980, la medaglia fu così descritta:
Орден Ленина изготавливается из золота, накладной барельеф В. И. Ленина выполнен из платины. Чистого золота в ордене 28,604±1,1 г, платины — 2,75 г (на 18 сентября 1975 года). Общий вес ордена — 33,6±1,75 г.

Орден при помощи ушка и кольца соединён с пятиугольной колодкой, покрытой шёлковой муаровой лентой шириной 24 мм, посередине ленты продольная красная полоса, шириной 16 мм, по краям средней полосы две золотистые полоски шириной по 1,5 мм, затем две красные полоски по 1,5 мм, и две золотистые полоски шириной по 1 мм.»
Il distintivo era lungo tra i 43 e i 45 mm (compreso l'occhiello), largo 38 mm ed il diametro del medaglione con il ritratto era di 25 mm.

## Premiati dell'Ordine
(elenco parziale)

### Politici
- Nikita Chruščёv - segretario generale del PCUS
- Leonid Il'ič Brežnev x8 - segretario generale del PCUS
- Michail Gorbačëv - segretario generale del PCUS
- Kirill Trofimovič Mazurov - primo segretario del Partito Comunista della RSS Bielorussa
- Aleksandra Michajlovna Kollontaj - prima commissaria donna del Consiglio dei commissari del popolo della RSFS Russa

### Militari
- Georgij Semënovič Abašvili - Ammiraglio
- Georgij Žukov - maresciallo dell'Unione Sovietica
- Rudoľf Abeľ - spia
- Meliton Kantaria - sergente
- Vladimir Konstantinovič Konovalov x3 - Comandante sottomarino L-3, poi Ammiraglio
- Aleksandr Ivanovič Marinesko x2 - capitano sottomarino S-13
- Vladimir Tribuc - ammiraglio
- Vasilij Grigorevič Zajcev - tiratore scelto
- Aleksandr Ivanovič Pokryškin - aviatore
- Jurij Gagarin - cosmonauta
- Pëtr Klimuk x3 - cosmonauta, poi generale e scrittore
- Viktor Vasil'evič Gorbatko - cosmonauta, poi docente all'accademia dell'aeronautica militare sovietica
- Valerij Nikolaevič Kubasov x3 - cosmonauta, poi dirigente dell'industria aerospaziale
- Marija Vasiljevna Oktjabr'skaja - sergente carrista
- Aleksej Ivanovič Prošljakov x3 - maresciallo delle truppe del genio sovietico

### Scienziati, ingegneri
- Boris Kapitanovič Aleksandrov - ingegnere
- Michail Michajlovič Somov - esploratore
- Georgij Michailovič Beriev x2 - ingegnere aeronautico
- Dmitry Čečulin x2 - architetto
- Andrej Nikolaevič Kolmogorov - matematico
- Igor' Vasil'evič Kurčatov - fisico
- Aleksandr Aleksandrovič Morozov x3 - progettista di carri armati
- Jakov Zel'dovič - scienziato
- Sofija Janovskaja - matematica

### Esponenti culturali
- Vasilij Ivanovič Belov - scrittore
- Hokuma Gurbanova - attrice
- Janka Kupala - poeta
- Nikolaj Ostrovskij - scrittore
- Marina Semёnova - ballerina
- Maksim Tank - poeta
- Ljudmila Zykina - cantante

### Sportivi
- Serhij Bubka - atleta nel salto con l'asta
- Lev Ivanovič Jašin - portiere di calcio
- Galina Kulakova - sciatrice di fondo
- Igor' Netto - calciatore
- Vladislav Tret'jak - portiere di hockey su ghiaccio

### Altri
- Pasha Angelina - simbolo della lavoratrice sovietica tecnicamente istruita

### Stranieri
- Kim Philby - spia sovietica
- George Formby - attore
- Fidel Castro - primo segretario del Partito Comunista di Cuba
- Dolores Ibárruri - politica
- Josip Broz Tito - presidente della Repubblica Socialista Federale di Jugoslavia
- Roberto Oros di Bartini - ingegnere aeronautico italiano naturalizzato sovietico
- Primo Gibelli - comandante della squadriglia internazionale "Lafayette" nella guerra civile spagnola
- Luigi Longo - segretario generale del Partito Comunista Italiano
- Mario del Monaco - tenore (1959)[7]
- Bruno Pontecorvo - fisico (1963)[8]
- Ho Chi Minh - rivoluzionario e presidente Vietnamita

### Repubbliche sovietiche
- RSFS Russa
- RSS Ucraina
- RSS Bielorussa
- RSS Lettone
- RSS Estone
- RSS Lituana
- RSS Moldava
- RSS Georgiana
- RSS Armena
- RSS Kazaka
- RSS Kirghisa
- RSS Azera
- RSS Tagika
- RSS Turkmena
- RSS Uzbeka

### Città
- Mosca
- Leningrado
- Minsk
- Donec'k
- Chișinău
- Komsomol'sk-na-Amure
- Ul'janovsk
- Charkiv
- Zaporižžja
- Gor'kij
- Rostov sul Don
- Riga
- Tallinn
- Vilnius
- Leopoli
- Kryvyj Rih
- Perm'
- Samarcanda
- Sverdlosk
- Dnepropetrovsk
- Baku
- Magnitogorsk
- Čeljabinsk
- Kujbyšev
- Novosibirsk
- Erevan
- Tbilisi
- Alma-Ata
- Tashkent
- Severodvinsk
- Kazan'
- Arcangelo
- Vladivostok
- Voronež
- Kiev

### Enti e organizzazioni
- Komsomol
- Organizzazione dei pionieri di tutta l'Unione
- Ferrovia della Siberia occidentale
- Moskovskaja železnaja doroga
- Porto di Odessa
- Museo statale di storia
- Accademia delle scienze dell'URSS
- Università statale di Mosca
- Università di Kazan'
- Conservatorio di Mosca
- Teatro d'arte di Mosca
- Metropolitana di Mosca
- Metropolitana di Leningrado
- Sojuzgoscirk[9]

### Giornali e riviste
- Pravda
- Komsomol'skaja Pravda
- Izvestija
- Literaturnaja gazeta

### Aziende
- Officine Kirov
- Fabbrica di aerei Sokol
- Lomo
- Impianto Metallurgico della Siberia Occidentale (Novokuzneck)

### Organizzazioni sportive
- Central'nyj Sportivnyj Klub Armii
- Spartak Moskva (1937)[10]

## Nella finzione
- Nel film Caccia a Ottobre Rosso, l'ufficiale medico del sottomarino dice al comandante, Marko Ramius (Sean Connery) che il suo piano di affondare il sottomarino (e morire con gli ufficiali a bordo) piuttosto che permettere agli americani di catturarlo e studiarne la tecnologia segreta, salvando al contempo il resto dell'equipaggio, gli farà guadagnare l'Ordine. Non è chiaro se un'azione di questo tipo avrebbe soddisfatto i requisiti per il premio.
- Nel videogioco Metal Gear Solid 3: Snake Eater, lo scienziato sovietico Aleksandr Leonovitch Granin mostra i suoi vari riconoscimenti, tra cui l'Ordine di Lenin, e si vanta dell'assegnazione del titolo di Eroe del Socialismo (ovvero la stella di Eroe dell'Unione Sovietica) per lo sviluppo del missile balistico mobile noto come SS-1C.
- James Bond riceve l'Ordine nel film Bersaglio mobile. Gli viene consegnato dal Generale Gogol, per aver salvato l'industria americana dei microchip (e quindi, implicando un pesante spionaggio, l'industria dei microchip sovietica!), che stava per essere distrutta dal cattivo del film, Max Zorin. Nel film, a Bond viene detto di essere il primo cittadino straniero a ricevere il premio, anche se ciò non è esatto né storicamente né all'interno della medesima fiction: infatti, diversi "cattivi" dei film della serie di James Bond hanno indossato l'Ordine di Lenin sulle loro uniformi, solitamente in forma di mostrina.